# Babna Gora (Dobrova-Polhov Gradec)
Babna Gora (Duits: Frauenberg) is een plaats in Slovenië en maakt deel uit van de gemeente Dobrova-Polhov Gradec in de NUTS-3-regio Osrednjeslovenska. De plaats telde 218 inwoners op 1 januari 2020.

## Galerij

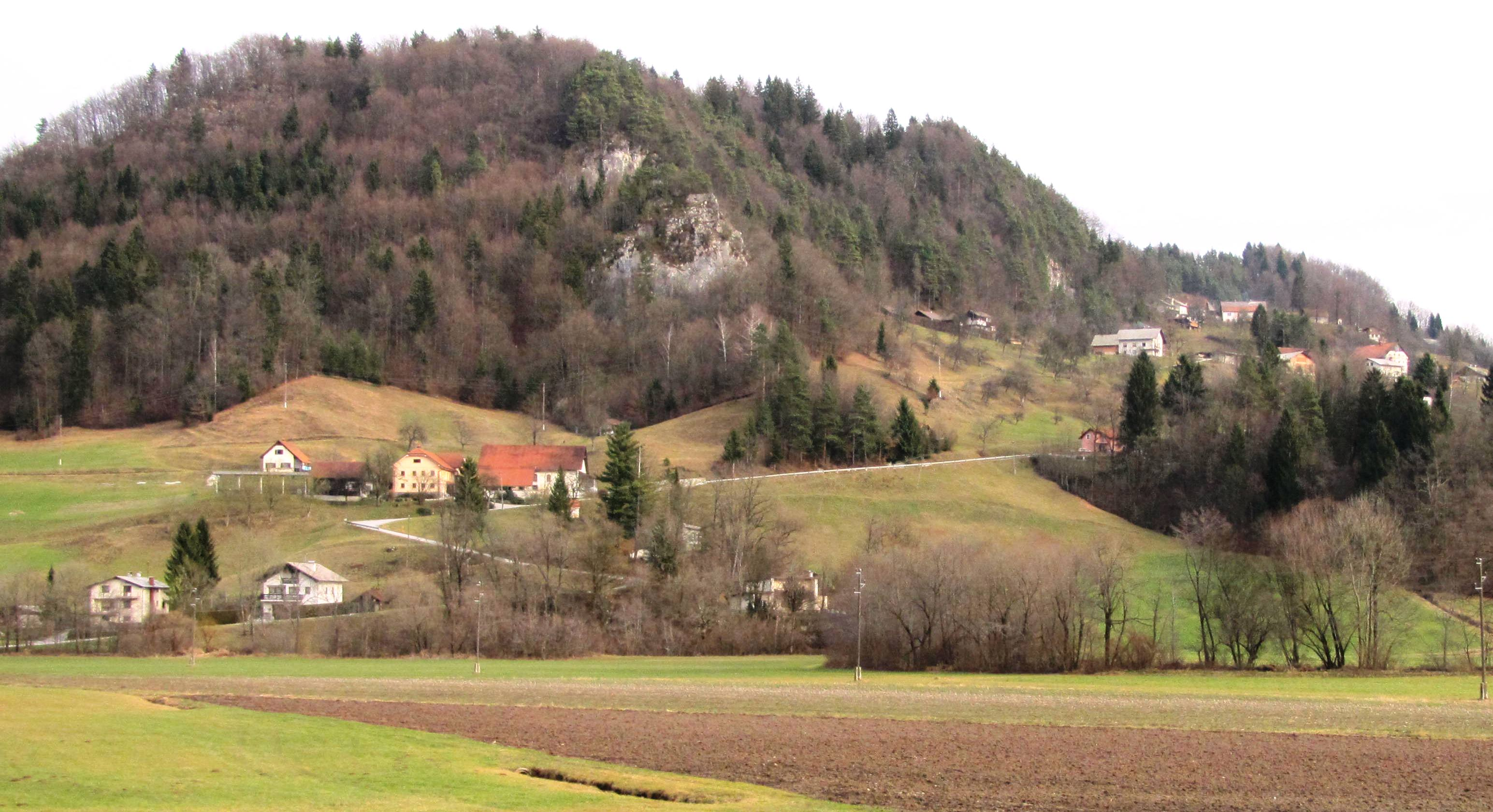
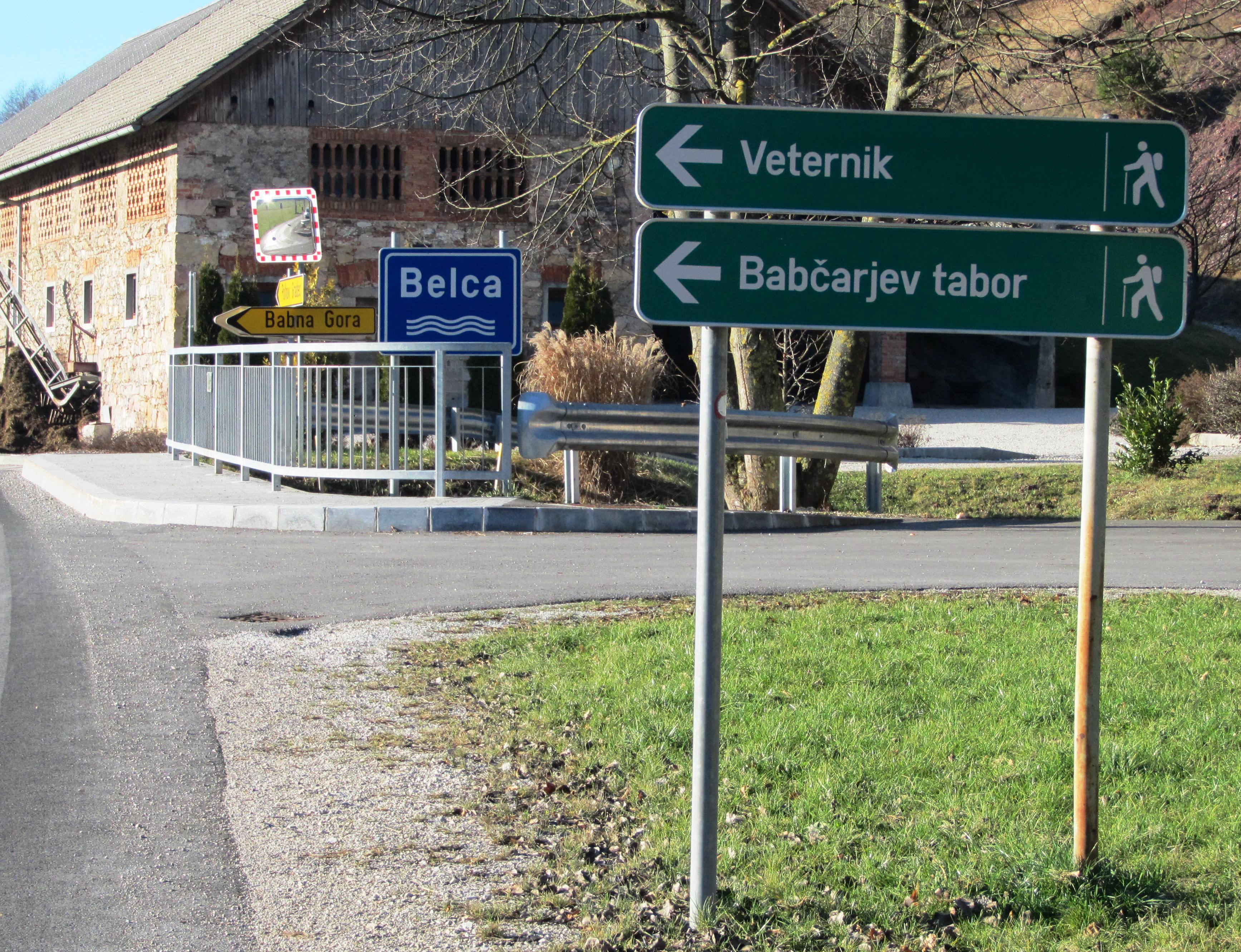